# Tetsumi Kudō
Pour les articles homonymes, voir Kudo.
Tetsumi Kudō (工藤 哲巳, Kudō Tetsumi) est un peintre japonais du XXe siècle, né à Osaka le 23 février 1935, mort en 1990 à Osaka ou Tokyo. Sa période d'activité se situe principalement en France depuis 1962.
Traumatisé par la bombe atomique, Kudō invente les prémices d'un neo-dadaïsme et d'une nouvelle écologie. Chez lui, le corps prend une place fondamentale dans son œuvre et il réalise sa première « performance » l'anti-art-Karaté. Il a 20 ans d'avance sur Bruce Lee et 10 ans d'avance sur les performers californiens. C'est par Kudō que l'art martial d'Okinawa initie toute une parenthèse de la recherche artistique qui se terminera avec les actionnistes viennois. L'artiste partagera sa vie entre le Japon et Paris. En 1962, à son arrivée à Paris, une exposition est refusée pour « obscénité ». Il est en 2007 exposé à La Maison rouge, fondation Antoine-de-Galbert, à Paris.
Il fera l'objet d'une exposition, la première d'importance en Europe depuis les années 1990, à la galerie Christophe Gaillard

## Biographie
Tetsumi Kudō est un sculpteur, auteur de performances. En 1958, il sort diplômé de l'École des beaux-arts de Tokyo. Il travaille tout d’abord dans la mouvance des groupes néo-Dada qui, à Tokyo, dans les années 1950, cherchèrent un accord entre les performances et des installations offrant une importance nouvelle à l’objet. En 1962, il s'installe à Paris, et depuis lors, il est une des personnalités marquantes des mouvements « Objecteurs et Nouveaux Réalistes ». Il participe alors à l'exposition des Artistes indépendants organisée par le journal Yomiuri, avec Propagation sans limite, sculpture figurant un bouquet de corail, composée de milliers de nœuds enroulés autour de cadres de fer.
En 1962, il reçoit le premier prix à l'Exposition des jeunes artistes d'Asie. Il participe à de nombreuses autres manifestations: 1963 Biennale de Paris, 1970 Kunstverein de Cologne, 1974 Kunsthalle de Düsseldorf, 1976 et 1979 Musée d'art moderne de Paris, 1977 Biennale de São Paulo, 1981 National Musée d'art moderne de Tokyo, 1992 De Bonnard à Baselitz — Dix ans d'enrichissements du Cabinet des estampes 1978-1988 à la Bibliothèque nationale de Paris.

## Style et technique
Ses séries de happenings, tels Philosophie de l'impuissance (1962) et Harakiri de l'humanisme (1963), tendent à mettre en acte ses propres pensées, tandis que Votre Portrait cherche à écrire le corps humain, rongé par l'acide, gonflé et grotesque, fragments épars retenus entre eux par des lambeaux de chair, avec comme contrepoids des objets usuels. Au premier abords, cela se présente comme des boîtes fermées ressemblant à des dés. Ouvertes, des sirènes se mettent à hurler, des yeux et des bouches s'ouvrent subitement, des membres se mettent en mouvement de sorte que le spectateur ressent une sorte d'agression brusque et impressionnante.
Le fond des recherches de Kudō concerne la venue d'un homme nouveau, comme le prouve son attitude provocante vis-à-vis de la mort. Dans Vous êtes une métamorphose ou Hommage à la jeune génération — Le Cocon ouvert, il nous éclaire sur ses conceptions de la vie et de la mort. En 1971, il coopère avec Eugène Ionesco pour son film La Boue : il fait un moulage de Ionesco qu'il découpe ensuite en morceaux, le transformant en une série. Dans Électro-circuit, il se demande comment l'homme peut vivre à l'ère électronique.

## Musées
- Amsterdam (Stedelijk Mus.) :
  - Portrait de Ionesco
- Gand (Mus. D'Art Contemp.) - Humlebæk (Louisiana Mus.) - Paris (Musée d'art moderne de Paris) - Paris (Cabinet des estampes) - Tokyo (Hara Mus.).